# Pizza napoletana
La pizza napoletana è la versione della pizza tonda preparata tipicamente nella città di Napoli e caratterizzata da una pasta morbida e sottile con i bordi alti. Dal 5 febbraio 2010 è ufficialmente riconosciuta come Specialità tradizionale garantita (STG) dell'Unione europea e nel 2017 l'arte del pizzaiolo napoletano, di cui la pizza napoletana è il prodotto tangibile, è stata dichiarata dall'UNESCO come patrimonio immateriale dell'umanità.

## Origini
Le prime notizie riguardo alla pizza napoletana risalgono al periodo tra il 1715 e il 1725: il cuoco italiano Vincenzo Corrado scrisse infatti un trattato sulle abitudini alimentari di Napoli, osservando come fosse comune condire la pizza e i maccheroni con il pomodoro.
La pizza napoletana, nella sua forma più semplice, nacque nel Seicento come evoluzione della tradizionale schiacciata di pane. Inizialmente, si trattava di impasto per pane cotto in forno a legna, condita con aglio, strutto, sale grosso e talvolta caciocavallo e basilico.

## Ricette
(Scritta nella famosa pizzeria di Napoli "Da Michele")
La peculiarità della pizza napoletana è dovuta soprattutto alla sua pasta che deve essere prodotta con un impasto simile a quello per pane — ossia di farina di grano tenero '00' e completamente privo di grassi — morbido ed elastico, lungamente lievitato per sviluppare molta anidride carbonica, steso a mano in forma di disco senza toccare i bordi che formeranno in cottura un tipico "cornicione" di 1 o 2 cm con alveolatura interna, mentre la pasta al centro sarà alta circa 2.5 mm. Un veloce passaggio in un forno molto caldo deve lasciarla scioglievole, soffice e ben cotta.
Nella più stretta tradizione della cucina napoletana sono previste solo due varianti per quanto riguarda il condimento:
- Pizza Margherita: la più famosa e iconica delle pizze napoletane, è condita con pomodoro, mozzarella fiordilatte, basilico fresco e un filo d’olio extravergine d’oliva; è stata creata in onore della Regina Margherita di Savoia nel 1889;[8]
- Pizza alla marinara: una delle più antiche, è condita con pomodoro, aglio, origano e olio extravergine d’oliva; è chiamata così perché era il pasto tipico dei marinai.[9]

## Cottura
Secondo il disciplinare per la definizione di standard internazionali per l'ottenimento del marchio "Pizza Napoletana" la cottura deve avvenire in forno a legna a circa 485 °C per non più 60-90 secondi.

## Strumenti tipici per la pizza napoletana
Per versare l'olio, i pizzaioli tradizionali utilizzano l'agliara, un contenitore in rame, internamente stagnato, con il becco lungo e stretto, in modo da far fuoriuscire un filo d'olio sottile e continuo.
Per infornare e governare la pizza in forno si utilizzano due pale a manico lungo: una più larga, di forma quadrata, dove la pizza viene stesa cruda e con la quale la pizza viene infornata, ritirandola con un rapido colpo di braccio. Questa pala era tradizionalmente in legno, ma per motivi igienici è stata recentemente sostituita da una versione in alluminio. Un'altra pala più piccola, tonda e di ferro, usata per far ruotare la pizza nel forno in modo da farla cuocere uniformemente su tutti i lati.

## Leggi e riconoscimenti
(Art. 6 della disciplinare per la definizione di standard internazionali per l'ottenimento del marchio "Pizza Napoletana STG")
La lavorazione e gli ingredienti della verace pizza napoletana artigianale sono definiti nella norma UNI 10791:98 e sono stati predisposti dall'Associazione Verace Pizza Napoletana che dal 1984 promuove la conoscenza della verace pizza napoletana artigianale ed è la promotrice della norma UNI 10791:98 e del disciplinare della Pizza Napoletana S.T.G. prodotta secondo la tradizione napoletana.
Nel 2004 è incominciato l'iter per far ottenere alla pizza napoletana il marchio di qualità "Specialità tradizionale garantita" (STG). Per potersi fregiare di tale marchio, la pizza deve essere preparata con ingredienti e metodiche codificate. In particolare, l'unica operazione che può essere effettuata a macchina è la preparazione dell'impasto. Il taglio in panetti e la manipolazione della pasta per ottenere il disco devono essere fatti a mano.
Il 14 febbraio 2008 la norma è stata pubblicata sulla G.U.CE e, non essendoci state opposizioni nei successivi sei mesi, dal 5 febbraio 2010 la pizza napoletana è ufficialmente riconosciuta come Specialità tradizionale garantita della Comunità Europea.
Nel 2017 l'arte del pizzaiolo napoletano (e di conseguenza la pizza napoletana come prodotto diretto di questa forma d'arte) diventa patrimonio dell'umanità. Il 12° Comitato per la Salvaguardia del Patrimonio Culturale Immateriale dell'UNESCO, riunito in sessione sull'isola di Jeju, ha valutato positivamente la candidatura italiana sancendo l'ambito riconoscimento.

## Pizza alibrettoo aportafoglio
Un modo tradizionale di consumare la pizza a Napoli è quello di acquistare versioni "mignon" per consumarle in strada. In questo caso, la pizza viene piegata, insieme con un foglio di carta per alimenti, in quattro. Questo modo di piegare la pizza viene detto, appunto, a portafoglio o a libretto. Questo modo tradizionale di mangiare la pizza è stato reso famoso da Bill Clinton, il presidente degli Stati Uniti d'America, che, in occasione della riunione del G7 a Napoli, si fece fotografare mentre consumava la pizza a portafoglio in via dei Tribunali.